# White wall
White wall és una sèrie de televisió sueco-finlandesa de drama, misteri i ciència-ficció estrenada pel canal suec SVT1 el 20 de setembre de 2020 i per la cadena finlandesa Yle el 15 de novembre de 2020.

## Argument
En una mina a cel obert ubicada a la Lapònia sueca, on s'hi constueix un gran dipòsit de residus nuclears, es descobreix casualment després d'una forta explosió una paret de color blanc d'un material desconegut. Tant l'explosió fortuïta, com el material desconegut de la paret blanca, com l'empresa promotora en greus dificultats financeres, com l'oposició de grups ecologies exerceixen una forta pressió sobre el cap d'obres i la geòloga encarregats de la perforació perquè solucionin el problema i continuïn amb la feina.

## Repartiment
- Aksel Hennie com el cap d'obres Lars Ruud.
- Vera Vitali com la geòloga Helen.
- Eero Milonoff com Atte.
- Mattias Nordqvist com Magnus.
- Ardalan Esmaili com Said.
- Einar Bredefeldt com Oskar.
- Anna Paavilainen com Astrid.

## Episodis
| Núm. d'història | Episodi | Títol              | Direcció          | Guió                                           | Data d'estrena         |  |
| --------------- | ------- | ------------------ | ----------------- | ---------------------------------------------- | ---------------------- |  |
| 1               | 1       | "Tunnel C6"        | Aleksi Salmenperä | Björn Paqualin, Mikko Pöllä, Aleksi Salmenperä | 20 de setembre de 2020 |  |
|                 |         |                    |                   |                                                |                        |  |
| 2               | 2       | "The Chosen Ones"  | Aleksi Salmenperä | Mikko Pöllä, Aleksi Salmenperä                 | 27 de setembre de 2020 |  |
|                 |         |                    |                   |                                                |                        |  |
| 3               | 3       | "The Gold Train"   | Aleksi Salmenperä | Mikko Pöllä, Aleksi Salmenperä                 | 4 d'octubre de 2020    |  |
|                 |         |                    |                   |                                                |                        |  |
| 4               | 4       | "Provblem solved"  | Aleksi Salmenperä | Mikko Pöllä, Aleksi Salmenperä                 | 11 d'octubre de 2020   |  |
|                 |         |                    |                   |                                                |                        |  |
| 5               | 5       | "Theologians"      | Anna Zackrisson   | Lisa Ambjörn, Mikko Pöllä                      | 18 d'octubre de 2020   |  |
|                 |         |                    |                   |                                                |                        |  |
| 6               | 6       | "The inexplicable" | Anna Zackrisson   | Lisa Ambjörn, Mikko Pöllä                      | 26 d'octubre de 2020   |  |
|                 |         |                    |                   |                                                |                        |  |
| 7               | 7       | "Closed"           | Anna Zackrisson   | Lisa Ambjörn, Mikko Pöllä                      | 1 de novembre de 2020  |  |
|                 |         |                    |                   |                                                |                        |  |
| 8               | 8       | "The End is Near"  | Anna Zackrisson   | Lisa Ambjörn, Mikko Pöllä                      | 8 de novembre de 2020  |  |
|                 |         |                    |                   |                                                |                        |  |

## Localització
La sèrie s'ha rodat a la localitat finlandesa de Pyhäjärvi, on es troba la mina de Pyhäsalmi.